# Болдвін (округ, Алабама)
Шаблон:StateAbbr_ 30°39′39″ пн. ш. 87°44′59″ зх. д. / 30.66097° пн. ш. 87.74984° зх. д.
 Болдвін (англ. Baldwin County) — округ (графство) у штаті Алабама. Носить ім'я Абрахама Болдвіна — політичного діяча США, засновника університету Джорджії. Ідентифікатор округу 01003. Окружний центр — місто Бей-Мінетт.

## Історія
Округ утворений 1809 року.

## Демографія
За даними перепису 2000 року

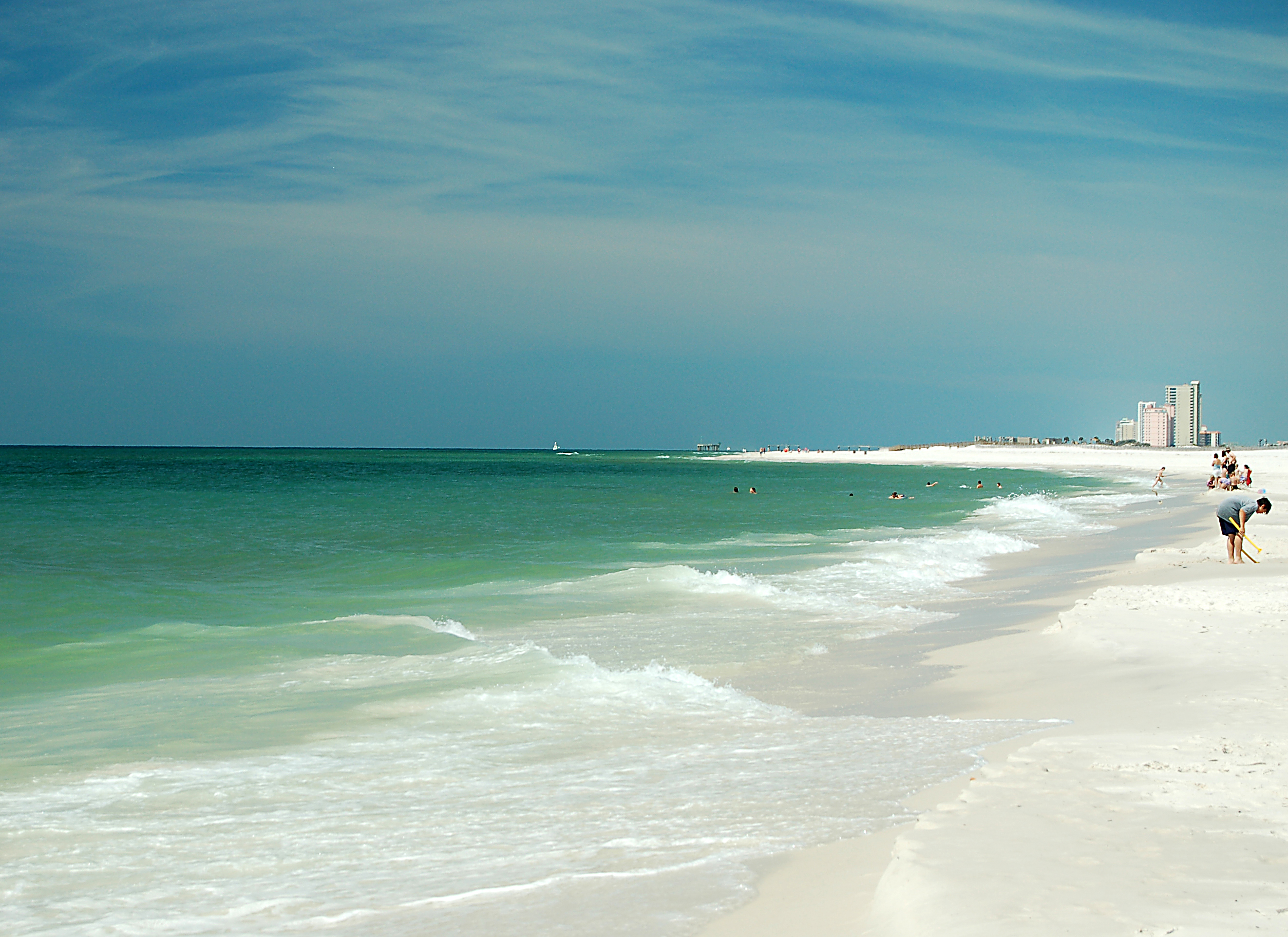
Пляж в окрузі Болдвін

загальне населення округу становило 140415 осіб, зокрема міського населення було 64337, а сільського — 76078.
Серед них чоловіків — 68848, а жінок — 71567. В окрузі було 55336 домогосподарств, 40260 родин, які мешкали в 74285 будинках.
Середній розмір родини становив 2,94.
Віковий розподіл населення поданий у таблиці:
| Стать    | До 15 років | 15-21 | 22-29 | 30-39 | 40-49 | 50-65 | 65-85 | Понад 85 |
| -------- | ----------- | ----- | ----- | ----- | ----- | ----- | ----- | -------- |
| Чоловіки | 14535       | 6418  | 6064  | 9725  | 10379 | 11917 | 9145  | 665      |
| Жінки    | 13716       | 5982  | 6179  | 9956  | 11014 | 12827 | 10394 | 1499     |

За даними перепису населення 2010 року населення округу становило 182 265 осіб. Приріст населення за 10 років склав 30%.

## Суміжні округи
- Монро — північний схід
- Ескамбія — схід
- Ескамбія, Флорида — схід
- Мобіл — захід
- Вашингтон — північний захід
- Кларк — північний захід

## Виноски
1. ↑  American FactFinder. Бюро перепису населення США. Архів оригіналу за 26 лютого 2012. Процитовано 31 січня 2008. [Архівовано 2008-05-21 у Wayback Machine.]
2. ↑  Болдвін на сайті «Open-Public-Records» [Архівовано 22 лютого 2012 у Wayback Machine.](англ.)

| США | Це незавершена стаття з географії США. Ви можете допомогти проєкту, виправивши або дописавши її. |